# Sveriges Lokalradio AB
Sveriges Lokalradio AB, LRAB, var ett svenskt public service-bolag som inledde sin verksamhet 1977 med uppgiften att producera lokala radioprogram. 

## Bakgrund
År 1973 föreslog 1969 års radioutredning (RUT 69) att det skulle startas ett särskilt lokalradiobolag med ansvar för sändningar över 36 områden och 15 personer anställda inom varje lokal station.
Starten av de lokala sändningarna föregicks av en försöksverksamhet under våren 1973 med lokala sändningar över tre områden, Jönköping, Halmstad och Malmfälten.

## Starten
Beslutet att starta Sveriges Lokalradio AB fattades 1975. Då var utformningen delvis annorlunda än den som hade föreslagits i RUT 69. Det skapades 24 lokala stationer med bevaknings- och sändningsområden som var och en omfattande ett län. De minsta stationerna (Östergötland och Västernorrland) hade sex journalister vardera, och de största (Stockholm, Göteborg, Malmöhus och Norrbotten) hade 14 journalister. Dessutom inrättades en stockholmsbaserad gemensam redaktion, Reportagebyrån, med tio journalister.
Lokalradiostationerna ersatte de regionala radiosändningarna som hade skett inom Sveriges Radios distriktsorganisation, som delade in landet i betydligt större sändningsområden. Dessutom förlängdes sändningstiden och programutbudet breddades. De lokala kanalerna fick disponera ett sändningsutrymme i systerbolaget Riksradions kanal P3. På vardagar var sändningstiden ett morgonblock mellan klockan 06.00 och 07.45), en sändning vid lunch, mellan 12.00 och 12.30, samt ett eftermiddagsblock under timmen mellan 17.00 och 18.00). Under veckosluten var sändningsschemat annorlunda. Inom dessa sändningsfönster inrymdes även lokala sändningar på vissa invandrarspråk.

## Organisation
LRAB organiserades som ett dotterbolag till SR, som då fortfarande var ett sammanhållet bolag med både radio- och TV-produktion. Nils-Petter Lindskog, som varit chef för SR:s centrala kansli, blev företagets verkställande direktör. Även programdirektören, vice vd Monica Boëthius, hämtades från SR. De 24 lokalradiocheferna och deras medarbetare rekryterades både från SR och pressen. 
I samband med att den nya SR-koncernen bildades år 1979 blev LRAB ett av fyra dotterbolag som hade ansvar för programproduktionen under det gemensamma moderbolaget. De övriga var Sveriges Riksradio, Sveriges Television och Utbildningsradion.
Systemet med "sändningsfönster" i P3-kanalen fanns kvar till slutet av 1980-talet. År 1987 fick lokalradiostationerna en egen kanal, P4. År 1993 slogs de radioproducerande public service-bolagen Riksradion och Lokalradion samman, under namnet Sveriges Radio.